# Bularros
Bularros település Spanyolországban, Ávila tartományban. Bularros Martiherrero, Marlín, Ávila, Monsalupe, Aveinte, Villaflor, Gallegos de Altamiros és Sanchorreja községekkel határos. Lakosainak száma 55 fő (2024).

## Népesség
A település népessége az utóbbi években az alábbiak szerint változott:
| Lakosok száma | 112  | 101  | 98   | 85   | 84   | 71   | 69   | 66   | 63   | 55   |
|               | 2001 | 2004 | 2006 | 2009 | 2011 | 2014 | 2016 | 2019 | 2021 | 2024 |